# Üüvere
Üüvere – wieś w Estonii, w prowincji Sarema, w gminie Laimjala.